# Santuario della Madonna dei Bisognosi
Il santuario della Madonna dei Bisognosi, detto anche santuario della Madonna del Monte, è situato sul monte Serra Secca (monti Carseolani), in Abruzzo, al confine tra Pereto e Rocca di Botte, a 1043 m s.l.m.

## Storia

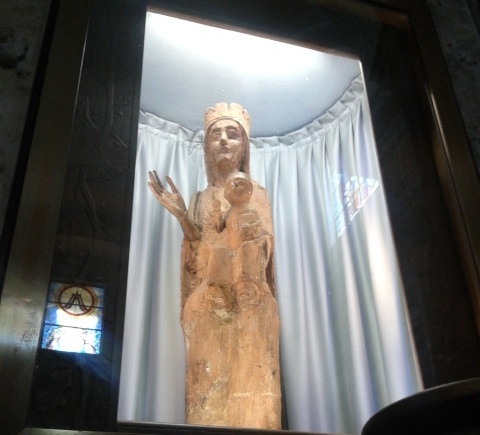
Statua lignea della Madonna dei Bisognosi

Il santuario, secondo la tradizione, è stato eretto dagli abitanti di Pereto e Rocca di Botte nell'anno 608 d.C. nel luogo in cui la statua lignea della Madonna era stata trasportata da Siviglia, in Spagna.
A Siviglia in quel periodo, nel VII secolo, la Madonna era molto venerata e per essere salvata dalle distruzioni dei saraceni fu trasportata risalendo il mare adriatico fino a Francavilla al Mare. La sacra effigie fu quindi caricata su una mula e diretta verso le aree interne dell'Abruzzo. La mula stremata si fermò e perì sulle montagne intorno a Carsoli, esattamente sul monte Serra Secca. I profughi capirono che quello doveva essere il posto prescelto dalla Madonna per costruire la sua nuova dimora. Furono chiamati sul monte i fedeli dei paesi della valle carseolana e ben presto fu edificata la prima chiesetta, chiamata originariamente "Madonna del Monte". 

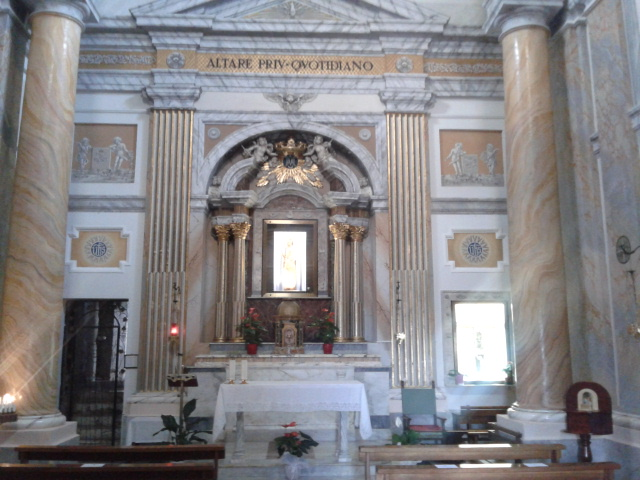
Altare privilegiato con la nicchia della statua

L'edificazione del luogo di culto, per 3⁄4 nel territorio comunale di Pereto e per 1⁄4 in quello di Rocca di Botte, portò la pace fra gli abitanti dei due paesi marsicani.
Papa Bonifacio IV, originario della Marsica, venuto a conoscenza della storia, gravemente malato pregò per la sua guarigione la Madonna venuta da Siviglia. Guarito, l'11 giugno 610 visitò la chiesa chiedendone l'ampliamento e lasciando dei fondi per tale scopo, concesse inoltre indulgenze e donò il crocifisso processionale tuttora esposto.
Nel 1902 il santuario è stato dichiarato edificio monumentale degno di essere conservato.

## Descrizione

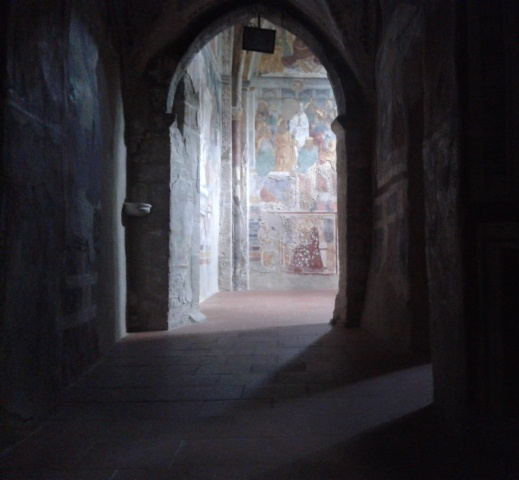
Ingresso della cappella con gli affreschi

All'interno del santuario sono conservati gli affreschi, molti dei quali realizzati nella seconda metà del Quattrocento, dagli artisti Jacopo di Arsoli, Desiderio da Subiaco e Petrus.  Rappresentano la crocifissione, la discesa dello Spirito Santo e la resurrezione, la sepoltura di Gesù, Daniele profeta, San Gioacchino, la Madonna col Bambino e Santa Elisabetta. Nella parete attigua alla sagrestia sono presenti gli affreschi dell'annunciazione, del presepio, dell'adorazione dei magi e della visitazione.
Nella cappella che si trova nel nucleo originario della chiesa, restaurata nel 1488, sono presenti le opere con due Madonne con il Bambino, in mezzo a quattro Angeli, la presentazione al tempio e raffigurazioni dell'arrivo di Fausto da Siviglia al monte e il suo incontro con il figlio Procopio. Gli affreschi tardo-quattrocenteschi raffigurano alcune scene paradisiache ed infernali del giudizio universale.

### Apocalisse
L’affresco Apocalisse è un'opera pittorica datata 1488 attribuita a un anonimo artista abruzzese e rappresenta una complessa visione del Giudizio Universale, combinando raffigurazioni del Paradiso e dell’Inferno.
L’affresco non era solo una rappresentazione religiosa, ma anche un mezzo educativo e di controllo sociale. La popolazione locale, in gran parte rurale, proiettava le proprie paure e speranze in queste visioni, trovando conforto nella giustizia divina che puniva i peccatori e premiava i giusti. Le immagini fungevano da monito e ispirazione durante pellegrinaggi come quello al santuario della Madonna dei Bisognosi. Questa straordinaria opera rimane un'importante testimonianza dell'immaginario escatologico del XV secolo e un documento visivo delle credenze e delle paure delle comunità medievali abruzzesi.

#### Paradiso
L’affresco raffigura Cristo come giudice supremo, da cui emergono un giglio e una spada, simboli rispettivamente della misericordia e della giustizia divina. La scena del Paradiso è affollata da figure celestiali disposte gerarchicamente: Maria e Giovanni sono circondati da angeli con gli strumenti della Passione. Nelle sfere superiori si trovano gli evangelisti, gli apostoli, i patriarchi e i profeti, seguiti dai martiri con San Sebastiano come alfiere. Proseguendo, si distinguono i dottori della Chiesa, i monaci e le figure femminili sante come Santa Chiara. Infine, l’ordine ecclesiastico è rappresentato da papi, cardinali, vescovi e abati, tutti avvolti in mantelli pesanti, a sottolineare il clima rigido del contesto montano. Figure chiave come San Michele e i profeti Enoc ed Elia guidano gli eletti, mentre alcuni corpi risorgono dalle tombe per essere giudicati.

#### Inferno
In contrasto, la parte infernale è dominata dalla figura gigantesca di Lucifero, incatenato e dotato di tre teste e due gole che divorano i dannati. L'Inferno è suddiviso in quattro gruppi principali di peccatori, ciascuno caratterizzato da pene che rispecchiano il concetto medievale del contrappasso.
- Peccati capitali: I dannati associati ai sette vizi capitali (lussuria, gola, avarizia, superbia, ira, acidia e invidia) sono mostrati nelle grinfie di Lucifero, masticati e digeriti in un ciclo eterno[12].
- Popoli nemici della fede: Qui si trovano rappresentati i turchi, tartari, giudei e maccabei, simboli delle minacce interne ed esterne alla cristianità dell'epoca[12].
- Peccatori individuali: Sono puniti secondo il contrappasso: gli ipocriti, l’omicida (detto "miciaro"), il bestemmiatore, il disperato e la meretrice subiscono torture simboliche e fisiche[12].
- Mestieri disonesti: Questo gruppo include artigiani e commercianti considerati colpevoli di frode e avidità, tra cui il macellaio, il falegname, il fabbro, il calzolaio e l’oste. Quest’ultimo è rappresentato con particolare enfasi, poiché le osterie medievali erano viste come luoghi di perdizione[12].

## Cronotassi degli abati
Non è noto in quale anno il santuario fu costituito abbazia, pertanto il seguente non è da considerarsi una lista esaustiva, ma solo un elenco degli abati storicamente accertati.
- Francesco Maccafani † (1440 - circa 1455)
- Gabriele Maccafani † (30 gennaio 1456 - circa 1470 dimesso)
- Giorgio Maccafani † (10 giugno 1470 - circa 1498 dimesso)
- Giovanni Maccafani † (13 settembre 1498 - gennaio 1516 deceduto)
- Gian Francesco Maccafani † (10 febbraio 1516 - circa 1532 dimesso)
- Gian Eustachio Maccafani † (25 dicembre 1532 - 1533 deposto)
- Camillo de Ripa † (1533 - circa 1536 dimesso)
- Alessandro Maccafani † (9 novembre 1536 - circa 1547 dimesso)
- Giorgio Maccafani † (19 novembre 1547 - circa 1582 dimesso)
- Francesco Grassillo † (1º settembre 1582 - circa 1606 dimesso)
- Leonardo Mattei † (13 dicembre 1606 - circa 1622)
- Domenico Cecchini † (18 giugno 1622 - 1635 dimesso)
- Properzio Resta † (25 settembre 1635 - circa 1652)
- Egidio Colonna † (1652 - ?)
- N. Mattei † (? - ?)
- Gian Francesco Naldi † (? - 6 gennaio 1699 deceduto)
- Antonio Ossario † (11 maggio 1699 - 1699 dimesso)
- Carlo Colonna † (25 novembre 1699 - 6 luglio 1739 dimesso)
- Girolamo Colonna † (9 luglio 1739 - 18 gennaio 1763 deceduto)
- Pietro Colonna Pamphili † (5 febbraio 1763 - 4 dicembre 1780 deceduto)
- Marcantonio Colonna † (28 aprile 1781 - 4 dicembre 1793 deceduto)
- Giuseppe Mattei † (18 giugno 1794 - circa 1814)
- Raffaele Resta † (24 marzo 1815 - agosto 1861 deceduto)